# Escuela de Ingeniería de la Universidad Stanford
La Escuela de Ingeniería de la Universidad Stanford (Stanford University School of Engineering), fundada en 1925, es una de las siete escuelas de la Universidad Stanford. Su actual decano es Persis Drell. La Escuela está dividida en los siguientes nueve departamentos:
- Aeronáutica y Astronáutica
- Bioingeniería
- Ingeniería informática
- Ingeniería Civil y Ambiental
- Ingeniería eléctrica
- Ingeniería industrial e Investigación de Operaciones (Management Science and Engineering)
- Ciencia e Ingeniería de los Materiales
- Ingeniería mecánica
- Ingeniería química